# Åbolands økonomiske region
Åbolands økonomiske region (svensk: Ekonomiska regionen Åboland, finsk: Turunmaan seutukunta) består af to kommuner: Pargas stad og Kimitoöns kommune i Egentliga Finland.